# Kyle Hendricks
Ne pas confondre avec le joueur de baseball Kyle Kendrick.
Kyle Hendricks (né le 7 décembre 1989 à Newport Beach, Californie, États-Unis) est un lanceur droitier des Ligues majeures de baseball jouant avec les Cubs de Chicago.

## Carrière
Kyle Hendricks est repêché au 39e tour de sélection par les Angels de Los Angeles en 2008 alors qu'il est étudiant dans une école secondaire de Mission Viejo en Californie, mais il repousse l'offre et rejoint le Big Green du Darmouth College, dans le New Hampshire. Il signe son premier contrat professionnel avec les Rangers du Texas, qui en font leur choix de 8e ronde au repêchage des joueurs amateurs en 2011. Le 31 juillet 2012, les Rangers échangent aux Cubs de Chicago Hendricks et le joueur de troisième but Christian Villanueva, qui évolue aussi en ligues mineures, en retour du lanceur partant droitier Ryan Dempster. 
Kyle Hendricks fait ses débuts dans le baseball majeur comme lanceur partant des Cubs de Chicago le 10 juillet 2014 face aux Reds de Cincinnati. En 13 départs, il remporte 7 victoires contre deux défaites et présente une excellente moyenne de points mérités de 2,46 en 80 manches et un tiers lancées. Il termine 7e du vote désignant la recrue de l'année 2014 dans la Ligue nationale.
Hendricks mène tous les lanceurs du baseball majeur avec une moyenne de points mérités de 2,13 en 190 manches lancées en 2016 et remporte 16 victoires pour les Cubs en 30 départs.